# Écoles de l'an III scientifiques

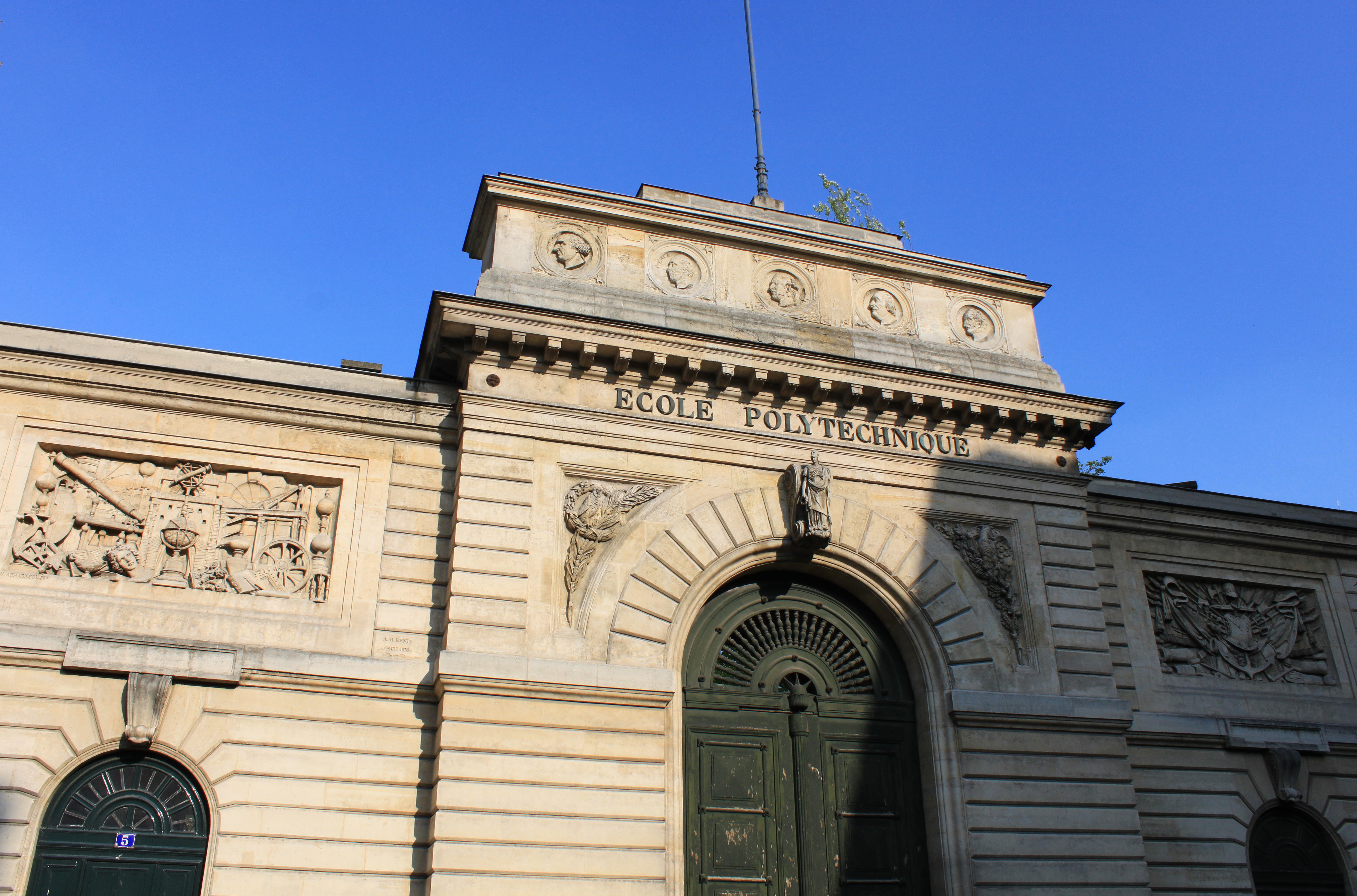
École polytechnique.

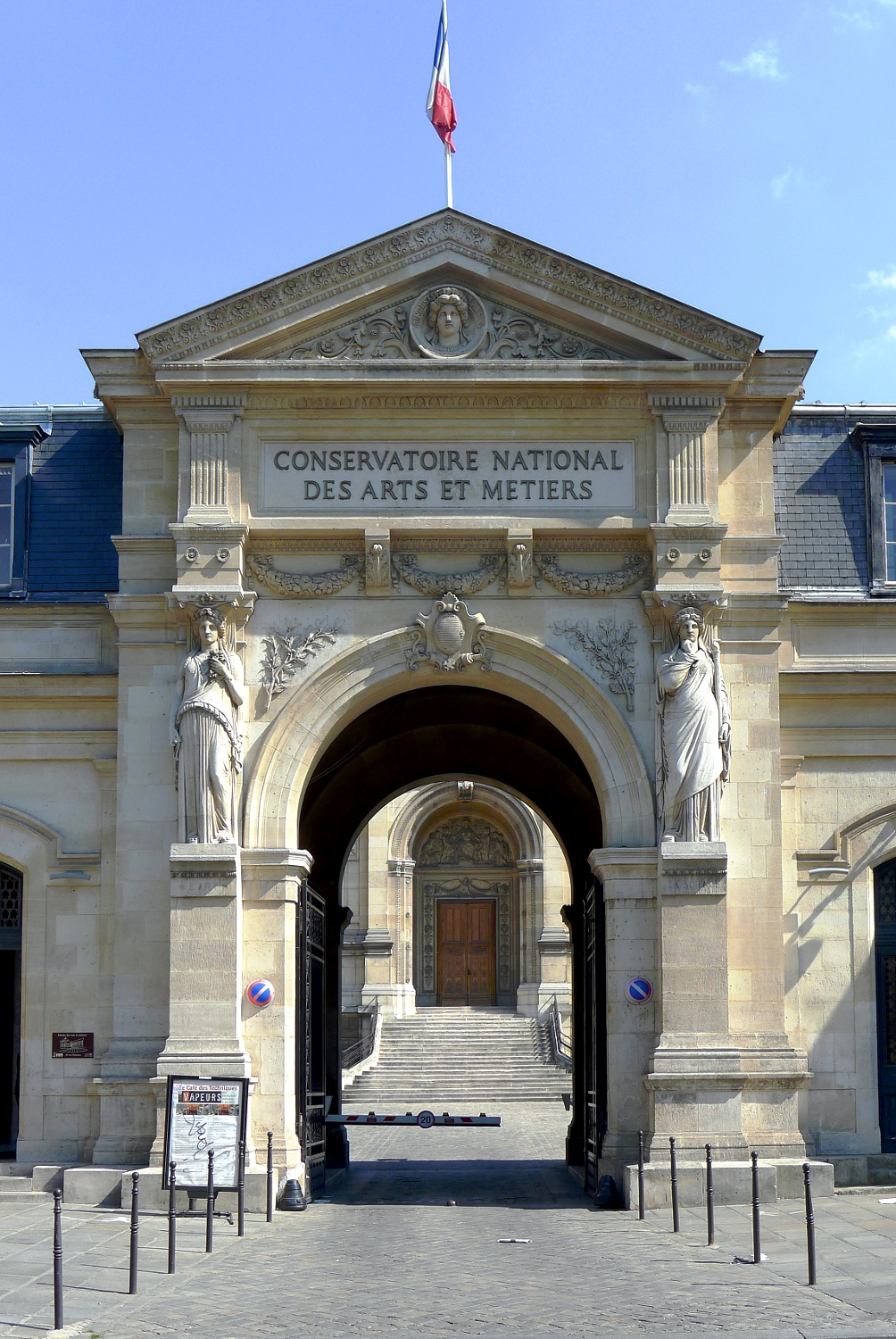
Conservatoire national des arts et métiers.

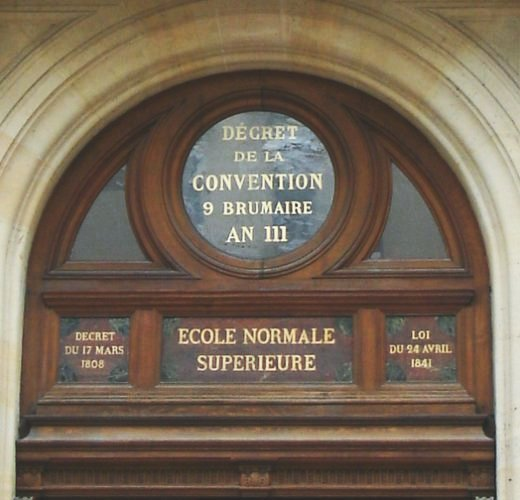
École normale supérieure.

Les Écoles de l'an III scientifiques sont des institutions d'enseignement supérieur scientifique fondées à Paris par la Convention nationale, durant l'automne 1794 (an III), pour former les cadres indispensables à la Nation.

## Historique
La création, en 1794, des Écoles de l'an III scientifiques illustre l'ambition proclamée par l'article 22 de la Déclaration des Droits de l'Homme et du Citoyen en préambule de la Constitution du 24 juin 1793 : « L'instruction est le besoin de tous. La société doit favoriser de tout son pouvoir les progrès de la raison publique et mettre l'instruction à la portée de tous les citoyens ».
Ces écoles scientifiques sont au nombre de trois :
- l'École polytechnique fondée le 7 vendémiaire an  III (28 septembre 1794) ;
- le Conservatoire national des arts et métiers fondé le 19 vendémiaire an III (10 octobre 1794) ;
- l'École normale supérieure fondée le 9 brumaire an III (30 octobre 1794)[5].